# 덕정초등학교 (경남)
덕정초등학교는 대한민국 경상남도 김해시에 있는 공립 초등학교이다.

## 학교 연혁
- 2005년 9월 1일: 개교

2007년 ~ 2008년: 도지정 운동종목 시범학교 운영
2008년 ~ 2009년: 도지정 교원능력평가 선도학교 운영
2008년 ~ 2011년: 경남 100대 교육과정 우수학교 선정
2009년 ~ 2011년: 도지정 전통사상 연구학교(정책연구) 운영
2012년 ~ 2014년: 도지정 녹색학교 운영
2012년 ~ 2014년: 도지정 에너지교육 연구학교(정책연구) 운영
2012년 ~ 2015년: 교과부지정 창의경영학교(건강증진모델학교) 운영
2013년 12월 12일: 전국 100대 교육과정 우수학교 선정(교육부)
2013년 12월 30일: 체육활성화 우수학교 선정(도)
2014년 ~ 2015: 도지정 체육연구학교(정책연구) 운영
2015년 3월 1일: 제 4대 박화식 교장 부임
2015년 ~ 2016년: 도선정 흡연예방 금연실천학교 운영
2016년 2월 17일: 제 11회 졸업식(졸업생 156명, 누계 1,389명)
2016년 3월 1일: 33학급 편성(특수학급 포함) (학생 수: 846명 2016년 기준, 교직원 수: 65명 2016년 기준)

## 학교 동문
동문은 아직 없다.

## 참고 자료
- 덕정초등학교 - 한국교육학술정보원 학교알리미